# アンダーグラフ
アンダーグラフ（UNDER GRAPH）は、日本のロックバンド。所属レコードレーベルはAcorn Records（自主レーベル）。2000年に4人組バンドとして結成され、2012年から現体制での活動を開始。「表面的でない心の奥にある喜怒哀楽を形にした音楽を創っていく」をコンセプトとしている。

## 来歴
1997年、大阪で真戸原直人、阿佐亮介、谷口奈穂子を中心として前身バンドを結成。翌年より自主制作のデモテープの作成を行い、大阪城公園でライブ活動を始める。2000年に中原一真が加入し、アンダーグラフとしての活動を開始。2000年夏に拠点を東京に移す。公式サイト上では、2000年が結成年とされている。
2002年3月27日にインディーズからシングル『hana-bira』を発売。2003年6月25日にニッポン放送でのオンエアをきっかけとして、オールナイトニッポンレコーズからシングル『「真面目過ぎる君へ」』を発売。
2004年9月22日にフォーライフミュージックエンタテイメントから発売されたシングル『ツバサ』でメジャーデビュー。同作は、14週連続で有線問い合わせチャートで1位を獲得し、2005年に日本レコード協会からゴールドディスクプラチナ認定を受けた。
2007年6月にイギリスに渡り、ロンドンとリヴァプールでライブやレコーディングを敢行。この模様は2007年9月にMTVで放送された。
2008年9月19日、「ツアー連動CD」と銘打たれた8thシングル『ジャパニーズ ロック ファイター』を発売。
2009年11月20日から2010年1月31日にかけて結成10周年を記念したワンマンツアー「アンダーグラフ　10th Anniversary tour〜この場所で奏でる僕達は いつも何が伝えられるかを考えている〜」を開催。
2010年9月15日、初のベスト・アルバム『UNDER GRAPH』を発売。
2011年に所属事務所内に自主レーベル「Acorn Records」を設立し、4月9日から開始されたツアーで同レーベルの第1弾作品となるライブ会場限定シングル『サンザシ』を発売。同作の売上から発生するアーティスト印税全額は、東日本大震災の義援金として寄付された。
2012年1月6日に阿佐のバンド活動休止が発表され、3月26日に正式に脱退することが発表された。
2013年7月3日にアルバム『7+one 〜音の彩り〜』を発売。これを記念してタワーレコードで「『素敵な未来』を叶えようキャンペーン」を実施し、当選者に真戸原がマンツーマンで歌う「ひとりじめライブ」が開催された。
2014年3月29日に日本クラウンと契約したことを発表し、7月9日に同レーベルから発売されたミニ・アルバム『未来は続くよどこまでも』で再メジャーデビュー。
2019年2月20日、デビュー15周年を記念したフル・アルバムをクラウドファンディングを通じて制作することを発表。このクラウドファンディングを通じて制作されたアルバム『マクロスコピック自由論』は、9月22日に発売された。
2024年6月23日、デビュー20周年を記念したベスト・アルバムの制作を発表。

## メンバー
※担当楽器の記載は、公式サイトの「Profile」に準拠。
現メンバー
- 真戸原 直人（まとはら なおと、1977年7月27日 - ）（47歳） - ボーカル・ギター
大阪府枚方市生まれで、枚方市立蹉跎小学校と枚方市立第二中学校を卒業。

- 中原 一真（なかはら かずま、1977年8月5日 - ）（47歳） - ベース
大阪府出身。
2000年加入。
- 谷口 奈穂子（たにぐち なおこ、1981年12月6日 - ）（43歳）  - ドラムス
大阪府寝屋川市出身。

旧メンバー
- 阿佐 亮介（あさ りょうすけ、1978年2月6日 - ）（47歳） - ギター（2000年 - 2012年）
大阪府出身。
真戸原とは幼稚園時代からの幼なじみ。
2012年3月26日、脱退。

## 作品
※「最高位」は、オリコンウィークリーランキングでの順位。

### シングル
|                                             | リリース日     | タイトル                              | 規格品番                                    | 最高位 | 収録アルバム                                                |
| ------------------------------------------- | -------------- | ------------------------------------- | ------------------------------------------- | ------ | ----------------------------------------------------------- |
| -                                           | 2000年5月20日  | 願い／夜空の下                        | so-0001                                     | —      |                                                             |
| Indies                                      | 2002年3月27日  | hana-bira                             | DDCA-1006                                   | —      |                                                             |
| Indies                                      | 2002年9月25日  | ケ・セラ・セラ                        | KURA-0004                                   | —      |                                                             |
| Indies                                      | 2003年6月25日  | 真面目過ぎる君へ                      | ANNR-1002                                   | —      |                                                             |
| 1st                                         | 2004年9月22日  | ツバサ                                | FLCF-7092                                   | 6位    | 『ゼロへの調和』                                            |
| 2nd                                         | 2005年4月20日  | 君の声                                | FLCF-7095                                   | 7位    | 『ゼロへの調和』                                            |
| 3rd                                         | 2005年12月14日 | パラダイム                            | FLCF-4092（通常盤） FLCF-4093（初回限定盤） | 9位    | 『素晴らしき日常』                                          |
| 4th                                         | 2006年3月23日  | 真面目過ぎる君へ                      | FLCF-7108（通常盤） FLCF-4098（初回限定盤） | 15位   | 『素晴らしき日常』                                          |
| 5th                                         | 2006年6月21日  | ユビサキから世界を                    | FLCF-7112（通常盤） FLCF-4132（初回限定盤） | 30位   | 『素晴らしき日常』                                          |
| 6th                                         | 2007年5月2日   | また帰るから/ピース・アンテナ         | FLCF-7134                                   | 38位   | 『呼吸する時間』                                            |
| 7th                                         | 2007年11月21日 | セカンドファンタジー                  | FLCF-7143                                   | 79位   | 『呼吸する時間』                                            |
| 8th                                         | 2008年9月17日  | ジャパニーズ ロック ファイター        | FLCF-7157                                   | 54位   | 『この場所に生まれた僕達は いつも何が出来るかを考えている』 |
| 9th                                         | 2009年4月15日  | 心の瞳                                | FLCF-4277（通常盤） FLCF-4276（初回限定盤） | 34位   | 『この場所に生まれた僕達は いつも何が出来るかを考えている』 |
| 10th                                        | 2010年8月11日  | 夏影                                  | FLCF-4346                                   | 112位  | 『UNDER GRAPH』                                             |
| 11th                                        | 2011年4月9日   | サンザシ                              | USM-040                                     | —      | 『花天月地』                                                |
| 12th                                        | 2013年6月5日   | 素敵な未来/君が君らしくいられるように | TRJC-1018                                   | —      | 『7+one 〜音の彩り〜』                                      |
| 12th                                        | 2013年6月5日   | 素敵な未来/君が君らしくいられるように | TRJC-1018                                   | —      | 『未来は続くよどこまでも』                                  |
| 13th                                        | 2013年11月20日 | 風を呼べ                              | THCS-60012                                  | 57位   | 『やがて咲く花達へ』                                        |
| 14th                                        | 2017年9月22日  | TSUNAGARU/鼓動                        | Acorn-3001                                  | —      | 『UNDER GRAPH 20th BEST 2000-2020』（#2）                   |
| 15th                                        | 2018年11月9日  | まだ見ぬ世界を映しながら              | Acorn-3002                                  | —      | 『マクロスコピック自由論』                                  |
| 16th                                        | 2019年1月5日   | parabola〜更なる高みへ〜              |                                             | —      | 『マクロスコピック自由論』                                  |
| 「—」は、チャート圏外もしくは対象外を表す。 |                |                                       |                                             |        |                                                             |

### デジタルシングル
| リリース日                    | タイトル                                                   | 初収録CD                                                    |
| ----------------------------- | ---------------------------------------------------------- | ----------------------------------------------------------- |
| 2005年9月28日                 | 遠き日                                                     | 『パラダイム』                                              |
| 2009年1月21日                 | 遥かなる道                                                 | 『この場所に生まれた僕達は いつも何が出来るかを考えている』 |
| 2009年6月24日                 | 心の瞳〜アニバーサリーメドレー〜                           | 未収録                                                      |
| 2009年12月9日〜 2010年1月31日 | おんなじキモチ                                             | 『UNDER GRAPH』                                             |
| 2010年5月14日                 | 2111〜過去と未来で笑う子供達へ〜 （アンダーグラフ×SoulJa） | 『夏影』                                                    |
| 2010年7月7日                  | やっぱり地球は青かった （アンダーグラフ×坂本美雨）         | 『夏影』                                                    |
| 2012年12月26日                | 去年今年                                                   | 『7+one 〜音の彩り〜』                                      |
| 2013年3月6日                  | 空へ届け                                                   | 『7+one 〜音の彩り〜』                                      |
| 2013年4月10日                 | 第三次成長期                                               | 『7+one 〜音の彩り〜』                                      |
| 2013年5月8日                  | Mother feat. MICRO(HOME MADE 家族)                         | 『7+one 〜音の彩り〜』                                      |
| 2013年6月5日                  | 素敵な未来                                                 | 『7+one 〜音の彩り〜』                                      |
| 2015年12月3日                 | おけいはんパレード                                         | 『UNDER GRAPH 20th BEST 2000-2020』                         |
| 2019年2月14日                 | 歳月                                                       | 『マクロスコピック自由論』                                  |
| 2019年3月14日                 | 自由論                                                     | 『マクロスコピック自由論』                                  |
| 2019年9月13日                 | 君が笑うため生きてる                                       | 『マクロスコピック自由論』                                  |
| 2020年2月2日                  | 太陽の手                                                   | 『UNDER GRAPH 20th BEST 2000-2020』                         |
| 2020年2月20日                 | イキル                                                     | 『UNDER GRAPH 20th BEST 2000-2020』                         |
| 2020年7月18日                 | ストライド                                                 | 『UNDER GRAPH 20th BEST 2000-2020』                         |
| 2020年8月8日                  | SOS                                                        | 『UNDER GRAPH 20th BEST 2000-2020』                         |
| 2020年8月8日                  | いつの日か晴れた日に                                       | 『UNDER GRAPH 20th BEST 2000-2020』                         |
| 2020年9月23日                 | グリーフを越えて                                           | 『存在の共鳴』                                              |
| 2021年8月15日                 | 今、僕ら平和な空を見ている。                               | 『音楽の盾』                                                |
| 2022年12月21日                | THEME OF PANTHERS                                          | 未収録                                                      |
| 2023年2月15日                 | 薄明                                                       | 『音響レジリエンス』                                        |
| 2023年2月15日                 | アイかわらず                                               | 『音響レジリエンス』                                        |
| 2024年2月21日                 | 新しい自分へ                                               | 『UNDER GRAPH Debut 20th Anniversary Album』                |
| 2024年9月22日                 | ツバサ (Re-recorded)                                       | 『UNDER GRAPH Debut 20th Anniversary Album』                |
| 2024年10月2日                 | wyvernsペネトレイト                                        | 『UNDER GRAPH Debut 20th Anniversary Album』                |
| 2024年10月9日                 | THEME OF OSAKA BLUTEON                                     | 未収録                                                      |

### アルバム

#### フルアルバム
|                                             | リリース日    | タイトル                                                | 規格品番                                     | 最高位 |
| ------------------------------------------- | ------------- | ------------------------------------------------------- | -------------------------------------------- | ------ |
| 1st                                         | 2005年6月15日 | ゼロへの調和                                            | FLCF-4059（通常盤） FLCF-4070 （初回限定盤） | 7位    |
| 2nd                                         | 2006年7月19日 | 素晴らしき日常                                          | FLCF-4145（通常盤） FLCF-4144（初回限定盤）  | 4位    |
| 3rd                                         | 2008年1月9日  | 呼吸する時間                                            | FLCF-4209（通常盤） FLCF-4208（初回限定盤）  | 29位   |
| 4th                                         | 2009年5月27日 | この場所に生まれた僕達は いつも何が出来るかを考えている | FLCF-4283（通常盤） FLCF-4282（初回限定盤）  | 52位   |
| 5th                                         | 2013年7月3日  | 7+one 〜音の彩り〜                                      | TRJC-1020（通常盤） TRJC-1019（限定盤）      | 137位  |
| 6th                                         | 2014年11月5日 | やがて咲く花達へ                                        | CRCP-40387                                   | 125位  |
| 7th                                         | 2019年9月22日 | マクロスコピック自由論                                  | Acorn-3003                                   | —      |
| 「—」は、チャート圏外もしくは対象外を表す。 |               |                                                         |                                              |        |

#### ミニアルバム
|                                             | リリース日     | タイトル               | 規格品番   | 最高位 |
| ------------------------------------------- | -------------- | ---------------------- | ---------- | ------ |
| 1st                                         | 2011年4月27日  | 花天月地               | XQKJ-1001  | 131位  |
| 2nd                                         | 2011年7月24日  | 蒼の時                 | XQKJ-1002  | 105位  |
| 3rd                                         | 2014年7月9日   | 未来は続くよどこまでも | CRCP-40381 | 91位   |
| 4th                                         | 2015年7月8日   | 1977年生まれの僕らは   | CRCP-40418 | 131位  |
| 5th                                         | 2020年12月23日 | 存在の共鳴             | Acorn-3007 | —      |
| 6th                                         | 2022年5月25日  | 音楽の盾               | Acorn-3008 | —      |
| 7th                                         | 2023年6月21日  | 音響レジリエンス       | Acorn-3009 | —      |
| 「—」は、チャート圏外もしくは対象外を表す。 |                |                        |            |        |

#### ベスト・アルバム
|                                             | 発売日        | タイトル                                 | 規格品番                                    | 備考 |
| ------------------------------------------- | ------------- | ---------------------------------------- | ------------------------------------------- | ---- |
| 1st                                         | 2010年9月15日 | UNDER GRAPH                              | FLCF-4349（通常盤） FLCF-4348（初回限定盤） | 63位 |
| 2nd                                         | 2020年7月20日 | UNDER GRAPH 20th BEST 2000-2020          | Acorn-3004/5                                | —    |
| 3rd                                         | 2024年9月25日 | UNDER GRAPH Debut 20th Anniversary Album | Acorn-3010                                  | —    |
| 「—」は、チャート圏外もしくは対象外を表す。 |               |                                          |                                             |      |

#### コンピレーション
|                                             | 発売日        | タイトル                        | 規格品番   | 備考 |
| ------------------------------------------- | ------------- | ------------------------------- | ---------- | ---- |
| ライブ                                      | 2011年8月5日  | 今、聴いて欲しい歌達。          | USM-046    | —    |
| セルフセレクション                          | 2012年8月15日 | 2012〜今、聴いて欲しい曲達。    | BZCD-3     | —    |
| プロデュース                                | 2015年10月5日 | 16 voices ひとり ひとつ         | SLCL-9010  | —    |
| オルゴール                                  | 2020年7月20日 | UNDER GRAPH 20th BEST music Box | Acorn-3006 | —    |
| 「—」は、チャート圏外もしくは対象外を表す。 |               |                                 |            |      |

### 映像作品
|                                             | リリース日     | タイトル                                                            | 規格品番   | 備考                     | 最高位 |
| ------------------------------------------- | -------------- | ------------------------------------------------------------------- | ---------- | ------------------------ | ------ |
| ミュージック・ビデオ                        | 2008年1月30日  | アンダーグラフというバンドの映像                                    | FLBF-8094  |                          | 137位  |
| ライブ・ビデオ                              | 2008年10月1日  | spring tour '08 〜呼吸する楽園〜                                    | FLBF-8098  |                          | 144位  |
| ドキュメント・ビデオ                        | 2009年11月20日 | アンダーグラフ 10th Documentary Films                               |            | ライブ会場限定発売       | —      |
| ライブ・ビデオ                              | 2015年3月14日  | デビュー10周年感謝祭〜僕らは変わらずに、変わり続ける旅をする2014〜  | UGDV-001   | ライブ会場、通販限定発売 | —      |
| ライブ・ビデオ                              | 2017年4月4日   | 11th Anniversary Live〜僕らは変わらずに、変わり続ける旅をする2015〜 |            | ライブ会場、通販限定発売 | —      |
| ライブ・ビデオ                              | 2017年8月10日  | KIMIRASHIKU SAKU HANA TO NARE〜東京グローブ座〜                     |            | ライブ会場、通販限定発売 | —      |
| ドキュメント・ビデオ                        | 2018年4月4日   | 12th documentary film                                               | Acorn-4001 | ライブ会場、通販限定発売 | —      |
| 「—」は、チャート圏外もしくは対象外を表す。 |                |                                                                     |            |                          |        |

## その他の音楽活動

### 楽曲提供
| 曲名                     | アーティスト      | 担当               | 初出 | 備考                       |
| ------------------------ | ----------------- | ------------------ | --- | -------------------------- |
| red                      | V6                | 作詞作曲（真戸原） | 『スピリット』（初回生産限定〈MUSIC盤〉）                                                                                         |                            |
| コズミカリズム           | fade              | 作詞（真戸原）     | 『King Of Dawn』 |                            |
| ストーリー               | 大石昌良          | 作詞（真戸原）     | 『31マイスクリーム』 |                            |
| キラキラゆれる           | Smile             | 作詞作曲（真戸原） | 『ニコニコ動画の生うたオーディションに応募してきた無名の歌い手に 有名アーティストがわざわざ詞曲を書き下ろしてコラボしたCD Vol.1』 |                            |
| サヨナラ、、、ありがとう | 歌いきのこShimeji | 作詞作曲（真戸原） | 『ニコニコ動画の生うたオーディションに応募してきた無名の歌い手に 有名アーティストがわざわざ詞曲を書き下ろしてコラボしたCD Vol.1』 |                            |
| REIMEI〜黎明〜           | fade              | 作詞（真戸原）     | 『天〜TEN〜』 |                            |
| WAKE UP THE WORLD        | fade              | 作詞（真戸原）     | 『天〜TEN〜』 |                            |
| アンコールの恋           | 私立恵比寿中学    | 作詞（真戸原）     | 『バタフライエフェクト』 |                            |
| 微熱                     | D-51              | 作詞作曲（真戸原） | 『Sing a Song 〜 Present for...〜』                                                                                               | 演奏・編曲はアンダーグラフ |
| ひとり ひとつ            | 16 voices         | 作詞作曲（真戸原） | 『ひとり ひとつ』 |                            |
| 君に願いを               | CUBERS            | 作詞（真戸原）     | 『はじめてのCUBERS』 |                            |
| SunLight Yelllow         | THE SAVAGE        | 作詞（真戸原）     | 『THE WHITE STORY.』 |                            |

### オムニバス参加
- 心斎橋的音楽箱　「何もない日々」
- 会社案内~音倉レコードWORKS~Vol.1　「シュノーケル〜Live ver.〜」「願い」
- TOTAL IDENTITY　「いつの日か晴れた日に」
- この曲は、アンダーグラフが今のメンバーになって初めて作った曲である（今のメンバーになる前はベースが中原ではなく小松原義則という人だった）。
- 青田屋2号 「「真面目過ぎる君へ」」
- 忘れられない恋のうた〜私の中のもうひとりの僕〜』 「真面目過ぎる君へ」
- WINTER LOVE SONG 「君の声」
- 働楽~ドウラク~ 「真面目過ぎる君へ」

### 参加作品
| アーティスト   | タイトル          | 初出              | 備考                                   |
| -------------- | ----------------- | ----------------- | -------------------------------------- |
| スキマスイッチ | 「糸ノ意図」      | 『夕風ブレンド』  | 谷口がドラムで参加。                   |
| 小林太郎       | 「星わたり」      | 『tremolo』       | 谷口がドラムで参加。                   |
| 16 voices      | 「ひとり ひとつ」 | 『ひとり ひとつ』 | JICA青年海外協力隊50周年イメージソング |

### 未音源化楽曲
1. 季節と共に手に入れたものを
2. 銀河鉄道
3. 心の中の人
4. 人生色々
5. ミント
6. 夜明けの魚
7. ライフワーク
8. crescent
9. 小さな手
10. 束縛
11. あした
12. 意味あるもの
13. 貴方の幸せを
14. 朝が来るまで飲んでいた
15. 手紙
16. 東京
17. 灯りが灯る食卓で
18. 空飛ぶクローバー（2011年11月3日「同志社クローバー祭2011」にて披露、後に500枚限定でCD化された。）
19. 春の空(中原が作曲、真戸原、中原、谷口の3人全員で作詞を担当した楽曲)

※1 この中には、前身バンド「GYPSY」時のものも含まれている。
※2 東京は、planeとの共同イベント「三都物語」で初披露された共作楽曲。

## タイアップ一覧
| 使用年 | 曲名                           | タイアップ |
| ------ | ------------------------------ | --- |
| 2005年 | 君の声                         | ミュージック・ドット・ジェイピー「music.jp」CMソング                                                             |
| 2005年 | 遠き日                         | 韓国映画『私の頭の中の消しゴム』日本語版イメージソング                                                           |
| 2005年 | 遠き日                         | ミュージック・ドット・ジェイピー「music.jp」CMソング                                                             |
| 2006年 | 遠き日                         | GyaO開局1周年完全オリジナルドラマ『私の頭の中の消しゴム アナザーレター』挿入歌                                   |
| 2006年 | 真面目過ぎる君へ               | GyaO開局1周年完全オリジナルドラマ『私の頭の中の消しゴム アナザーレター』主題歌                                   |
| 2006年 | 真面目過ぎる君へ               | ニッポン放送『アンダーグラフのオールナイトニッポン』エンディングテーマ                                           |
| 2006年 | 真面目過ぎる君へ               | 岩手めんこいテレビほか『MUSIC JAPAN』2006年4月度エンディングテーマ                                               |
| 2006年 | ユメノセカイ                   | テレビ大阪『プロ野球中継・タイガース戦』オープニングテーマ（2006年4月-9月）                                      |
| 2006年 | ユビサキから世界を             | 映画『ユビサキから世界を』主題歌                                                                                 |
| 2006年 | ユビサキから世界を             | インデックス「えらべるJ-POP」CMソング                                                                            |
| 2006年 | 言葉                           | GyaO・BS日テレほかアニメ『NIGHT HEAD GENESIS』エンディングテーマ（第1話 - 第12話）                               |
| 2007年 | セカンドファンタジー           | 日本テレビ系『音燃え!』12月度エンディングテーマ                                                                  |
| 2007年 | セカンドファンタジー           | 「アーティスト公式サウンド」CMソング                                                                             |
| 2008年 | ティアラ                       | クラウディア CMソング                                                                                            |
| 2008年 | ジャパニーズ ロック ファイター | 日本テレビ系『笑殿』エンディングテーマ                                                                           |
| 2008年 | ジャパニーズ ロック ファイター | 富山テレビ『bbt music selection』エンディングテーマ                                                              |
| 2008年 | ジャパニーズ ロック ファイター | 岩手めんこいテレビ『BEATNIKS』エンディングテーマ                                                                 |
| 2008年 | ジャパニーズ ロック ファイター | MBSテレビ『mm-TV』エンディングテーマ                                                                             |
| 2009年 | 心の瞳                         | TBS系『噂の!東京マガジン』エンディングテーマ                                                                     |
| 2009年 | 心の瞳                         | 読売テレビ『Cune!』エンディングテーマ                                                                            |
| 2009年 | おんなじキモチ                 | ニッポン放送ほか『第35回ラジオ・チャリティ・ミュージックソン』サポートソング                                     |
| 2010年 | やっぱり地球は青かった         | ABCラジオ『フレッシュアップベースボール』阪神戦全試合中継テーマ曲（関西のみO.A.）                                |
| 2010年 | スカイホール                   | テレビ東京『ものスタMOVE』エンディングテーマ                                                                     |
| 2011年 | 太陽維新                       | 読売テレビ『2011 ytvプロ野球中継』イメージソング（関西のみO.A.）                                                 |
| 2011年 | サンザシ                       | 映画『サンザシの樹の下で』シンクロソング                                                                         |
| 2011年 | 夢を乗せて                     | 京阪電車 イメージソング                                                                                          |
| 2013年 | 君が君らしくいられるように     | 京阪電車オリジナルDVD「さよならテレビカーありがとう旧3000系特急車」エンディングテーマ                            |
| 2013年 | 素敵な未来                     | 読売テレビ・日本テレビ系『情報ライブ ミヤネ屋』7月-9月エンディングテーマ                                         |
| 2013年 | 旅する花の物語                 | 京阪電車・富山地鉄オリジナルDVD「京阪電車から富山地鉄へ 奇跡のダブルデッカー車ものがたり」エンディングテーマ     |
| 2013年 | 風を呼べ                       | テレビ東京系アニメ『弱虫ペダル』エンディングテーマ（第1話 - 第12話）                                             |
| 2014年 | 明日は続くよどこまでも         | 京阪電車「おけいはん」CMイメージソング                                                                           |
| 2015年 | こころ                         | NHK『みんなのうた』 2015年度6月-7月放送曲                                                                        |
| 2015年 | フォルム                       | KYORAKU「CRぱちんこ トランスフォーマー」収録曲                                                                   |
| 2015年 | 賽〜sai〜                      | KYORAKU「CRぱちんこ トランスフォーマー」収録曲                                                                   |
| 2015年 | おけいはんパレード             | 京阪電車イメージムービー                                                                                         |
| 2018年 | parabola～更なる高みへ～       | バレーボールチーム「Panasonic PANTHERS」テーマソング                                                             |
| 2018年 | まだ見ぬ世界を映しながら       | 山形国際ムービーフェスティバルテーマソング                                                                       |
| 2019年 | 自由論                         | 読売テレビ『キューン！』11月度エンディングテーマ                                                                 |
| 2019年 | 自由論                         | 読売テレビ『すもももももも!ピーチCAFÉ』11月度エンディングテーマ                                                  |
| 2019年 | 自由論                         | 読売テレビ『音力-ONCHIKA-』11月度エンディングテーマ                                                              |
| 2019年 | 君が笑うため生きてる           | BS朝日『町山智浩のアメリカの今を知るTV In Association With CNN』エンディングテーマ                               |
| 2020年 | イキル                         | アミューズメントメディア総合学院 CMソング                                                                        |
| 2020年 | parabola～更なる高みへ～       | 読売テレビ・日本テレビ系『情報ライブ ミヤネ屋』4月-6月エンディングテーマ                                         |
| 2020年 | 太陽の手                       | BS日テレ『イマウタ－Right On!Music－』4月エンディングテーマ                                                      |
| 2020年 | 太陽の手                       | テレビ岩手『ねだらX』4月オープニングテーマ                                                                       |
| 2020年 | 太陽の手                       | 漫画「焼きたて!!ジャぱん～超現実～」タイアップソング                                                             |
| 2020年 | グリーフを越えて               | 読売テレビ『キューン！』10月度エンディングテーマ                                                                 |
| 2020年 | グリーフを越えて               | 読売テレビ『すもももももも!ピーチCAFÉ』10月度エンディングテーマ                                                  |
| 2020年 | グリーフを越えて               | 読売テレビ『音力-ONCHIKA-』10月度エンディングテーマ                                                              |
| 2020年 | グリーフを越えて               | TBSテレビ『開運音楽堂』内「あすきょうの開運音楽占い」10月度コーナーテーマ                                        |
| 2021年 | 風がきこえる                   | 日本テレビ系『NNNストレイトニュース』ウェザーテーマ                                                              |
| 2021年 | 砦                             | テレビ岩手『ねだらX』3月オープニングテーマ                                                                       |
| 2021年 | ストライド                     | TBSテレビ『開運音楽堂』内「あすきょうの開運音楽占い」5月・7月度コーナーテーマ                                    |
| 2022年 | YUMESAKU                       | TBSテレビ『開運音楽堂』内「動物部」５月度コーナーテーマ                                                          |
| 2022年 | 今、僕ら平和な空を見ている。   | テレビ岩手『ねだらX』8月オープニングテーマ                                                                       |
| 2022年 | 今、僕ら平和な空を見ている。   | TBSテレビ『開運音楽堂』内「あすきょうの開運音楽占い」8月度コーナーテーマ                                         |
| 2022年 | インサイドベット               | 読売テレビ・日本テレビ系『ディスカバリー・エンターテインメント 秘密のケンミンSHOW 極』7〜9月期エンディングテーマ |
| 2022年 | インサイドベット               | TBSテレビ『開運音楽堂』内「動物部」９月度コーナーテーマ                                                          |
| 2022年 | 勇気ある撤退を                 | TBSテレビ『開運音楽堂』内「動物部」11月度コーナーテーマ                                                          |
| 2023年 | YUMESAKU                       | TBSテレビ『開運音楽堂』内「動物部」1月度コーナーテーマ                                                           |
| 2023年 | インサイドベット               | TBSテレビ『開運音楽堂』内「動物部」3月度コーナーテーマ                                                           |
| 2024年 | 新しい自分へ                   | 「アミューズメントメディア総合学院」 CMソング                                                                    |
| 2024年 | wyvernsペネトレイト            | 山形ワイヴァンズ 公式応援ソング                                                                                  |

### その他
| 使用年 | 曲名        | 内容                                                           |
| ------ | ----------- | -------------------------------------------------------------- |
| 2008年 | 9（ナイン） | 阪神タイガース・葛城育郎選手2008年シーズン甲子園球場打席入場曲 |

## ヘビーローテーション/パワープレイ

### テレビ
| 放送年 | 曲名                     | ヘビーローテーション/パワープレイ                                |
| ------ | ------------------------ | ---------------------------------------------------------------- |
| 2004年 | ツバサ                   | 日本テレビ系『音楽戦士 MUSIC FIGHTER』サビNAVI                   |
| 2008年 | セカンドファンタジー     | 日本テレビ系『音楽戦士 MUSIC FIGHTER』1月POWER PLAY              |
| 2023年 | parabola～更なる高みへ～ | TBSテレビ『開運音楽堂』内「角かおるの開運音楽占い」５月度PICK UP |
| 2023年 | YUMESAKU                 | TBSテレビ『開運音楽堂』内「角かおるの開運音楽占い」５月度PICK UP |

### ラジオ
| 放送年 | 曲名                         | ラジオヘビーローテーション/パワープレイ           |
| ------ | ---------------------------- | ------------------------------------------------- |
| 2011年 | 時代                         | MBC南日本放送 MBCラジオ音楽委員会 5月度推薦曲     |
| 2011年 | 夢を乗せて                   | エフエムひらかた（大阪府枚方市）7月度パワープレイ |
| 2021年 | 今、僕ら平和な空を見ている。 | エフエム鹿児島『μ'sUP』8月度エンディング曲        |

## 出演

### ラジオ
- アンダーグラフのオールナイトニッポン（ニッポン放送 2006年4月- 2007年3月土曜1部 25:00-27:00）
- アンダーグラフ 0MHz〜ゼロメガヘルツ〜（JFN系FM20局ネットで放送）
- アンダーグラフ〜アトノリズム〜（中原一真・谷口奈穂子のみの出演）
- A on G（阿佐亮介のみの出演）（レディオ湘南 Power Jam 内のレギュラーコーナーの火曜日を担当 2009年4月-）
- Music Spice!（パーソナリティは真戸原直人）（FM-FUJI、2011年4月7日 - 2013年3月25日）
- アンダーグラフ・真戸原直人のビューティフルニッポン（文化放送 2013年10月 - ）
- 東京インフィオラータpresents「Another Sense」真戸原直人レギュラー番組（Inter FM　2018年5月-7月）

### CM
- 日産自動車 「キックス e-POWER」（2020年6月 - 、ナレーション）（真戸原のみ）
- サッポロビール（2023年2月 - 、ナレーション）

## 主なライブ

### ワンマンライブ・主催イベント
| 開催日                       | タイトル | 備考                  |
| ---------------------------- | --- | --------------------- |
| 2005年6月14日                | 1st Album 『ゼロへの調和』発売記念ライヴ                                                                               | 新木場STUDIO COAST    |
| 2005年11月〜12月             | tour 2005～ヒトワ、ヒトノウエニ、音ヲツクラズ～                                                                        |                       |
| 2006年3月                    | spring tour'06 ～素晴らしき日々は、何気ない毎日。～                                                                    |                       |
| 2006年11月                   | tour'06 秋『2006年 日常への旅』                                                                                        |                       |
| 2008年9月23日                | 『UNDER GRAPH×PLANE』三都物語                                                                                          | 神戸STAR CLUB         |
| 2008年12月                   | アンダーグラフ live tour'08 vol.2～六十四泊六十五日乃楽園～                                                            |                       |
| 2009年12月                   | 10th Anniversary tour～この場所で奏でる僕達は いつも何が伝えられるかを考えている～                                     |                       |
| 2010年11月                   | Single best/live tour'10～感謝の宴～                                                                                   |                       |
| 2010年12月                   | アンダーグラフ <アンダーグラフ 番外篇>                                                                                 |                       |
| 2011年4月                    | live tour'11 ～風光ル春の月夜に～                                                                                      |                       |
| 2011年8月                    | live tour 2011 summer ～夏ノ灯は夜明けと共に～                                                                         |                       |
| 2012年4月                    | アンダーグラフlivetour2012spring～旅路に花咲く春の空～                                                                 |                       |
| 2011年11月21日〜11月30日     | live tour 2012 autumn～虹かかる秋の夜長に～                                                                            |                       |
| 2013年6月30日                | アンダーグラフ ミニライヴ                                                                                              |                       |
| 2013年7月14日〜7月25日       | <live tour 2013 summer～音の彩り～>                                                                                    |                       |
| 2013年12月17日〜2014年2月8日 | 『シネマなliveのヒトトキ』                                                                                             |                       |
| 2014年9月22日                | アンダーグラフ デビュー10周年感謝祭～僕らは変わらずに、変わり続ける旅をする2014～                                      |                       |
| 2015年1月12日〜3月14日       | UNDER GRAPH LIVE at U.G.A. tour 2015 ～君らしく咲く花となれ～                                                          |                       |
| 2015年6月6日〜6月22日        | UNDER GRAPH LIVE at U.G.A. tour 2015 梅雨 ～恵みの雨、のち、晴れ。～                                                   |                       |
| 2015年6月23日                | UNDER GRAPH EX THEATERまでの旅路イベント ～11周年、1100円持ってライブに行こう、あ、ドリンク代500円もかかるんだった。～ | shibuya eggman        |
| 2015年6月24日                | UNDER GRAPH EX THEATERまでの旅路イベント～まさかの3daysでeggman!?～                                                    |                       |
| 2015年9月12日                | UNDER GRAPH 11th Anniversary Live～僕らは今年も、変わらずに変わり続ける旅をする～                                      | EX THEATER ROPPONGI   |
| 2015年10月10日               | アコースティックライブ in さだ                                                                                         |                       |
| 2015年12月3日                | ドラム谷口Birthdayライブ～1977年生まれじゃなかった君へ～                                                               |                       |
| 2016年2月13日〜2月15日       | UNDER GRAPH Live Tour 2016 ～チョコより宴、三夜続けて恋の歌!?～                                                        |                       |
| 2017年4月21日                | Acoustic Live ～素晴らしき日常 full course at Tokyo～                                                                  | 下北沢440             |
| 2017年6月14日〜6月17日       | UNDER GRAPH Live Tour 2017 ～涙は雨から川へ行き、海から空へと舞い上がる～                                              |                       |
| 2017年9月                    | UNDER GRAPH LIVE TOUR 2017 ～僕らは変わらずに、変わり続ける旅をする2017～                                              |                       |
| 2017年10月1日                | UNDER GRAPH Acoustic Live ～呼吸する時間 full course at Osaka～                                                        | spice bar Sound Boots |
| 2017年10月22日               | UNDER GRAPH Acoustic Live ～この場所に生まれた僕たちは、、、 full course～                                             | 下北沢440             |
| 2018年2月12日                | Acoustic Live ～この場所に生まれた僕たちは、、、 full course at Osaka～                                                | spice bar Sound Boots |
| 2018年2月13日〜2月20日       | LIVE TOUR 2018 ～真冬に鼓動が鳴り響く～                                                                                |                       |
| 2018年3月18日                | Acoustic Live ～花天月地・蒼の時 full course～                                                                         | 下北沢440             |
| 2018年6月2日                 | Acoustic Live ～未来は続くよどこまでも&1977年生まれの僕らは full course～                                              | 下北沢440             |
| 2018年8月12日                | AcousticLive～やがて咲く花達へfullcourse～                                                                             | 下北沢440             |
| 2018年10月21日               | Acoustic Live ～カップリング full course～                                                                             | 下北沢440             |
| 2019年5月                    | UNDER GRAPH Live House Tour 2019                                                                                       |                       |